# Astrid Andreasen
Pour les articles homonymes, voir Andreasen.
Astrid Jóhanna Andreasen (née en 1948 à Vestmanna, dans les îles Féroé) est une artiste textile et une dessinatrice de timbres-poste des îles Féroé. Elle est une illustratrice scientifique spécialisée dans les animaux marins. Elle a utilisé de nombreuses techniques  : couture, reliure, crochet, tissage, aquarelle, acrylique, crayon et découpage.

## Biographie
Astrid Andreasen est née le 31 juillet 1948 à Vestmannaeyjar de Andreas Andreasen, un instituteur, et Daniella Andreasen, femme au foyer.
Elle est mariée à Bjørka Geyti, ils ont deux enfants.  
Tôt, elle illustre les recueils de poésie de son père, un enseignant de Vestmanna. En 1968, elle entre dans une école professionnelle à Kerteminde, au Danemark, pour devenir professeur de broderie.
Dans les années 1970, elle travaille comme thérapeute à l'hôpital de Tórshavn où elle apprend aux personnes handicapées à s'exprimer grâce à plusieurs formes d'art comme la couture et la peinture.
En 1982, elle apprend le dessin et le dessin sur tissu [source insuffisante]à l'académie d'art de Århus. En 1990, à l'école Jerlesborg de Tjarnö en Suède, elle devient illustratrice scientifique spécialisée dans les animaux marins. Cette formation couronne une carrière d'artiste de la mer pour Astrid Andeasen qui a épousé un plongeur de fond.
Elle est actuellement la seule artiste du museum d'histoire naturelle des Féroé. Elle est connue à l'étranger par les timbres-poste qu'elle a créés pour la Postverk Føroya, l'administration postale de l'archipel. Ils représentent la faune locale marine, mais aussi quelques oiseaux.
Elle crée également des tapisseries avec des laines qu'elle teint avec des végétaux dans des couleurs naturelles : noir, gris, brun ou blanc. Elle puise son inspiration dans la nature pour ses sculptures tissées et brodées. 
Elle a le sens du détail, ses œuvres sont un peu naïves, précises et colorées et ne manquent pas d'humour.
Une rétrospective de ses œuvres à Mullers Pakkhús a lieu en 2018, à l'occasion de son 70ème anniversaire,. Elle a, à cette occasion, reçu un prix honoraire pour sa contribution à documenter le patrimoine immatériel et naturel, notamment à travers les connaissances scientifiques.
Son art orne de nombreuses fondations et entreprises dans tout le pays.